# Anita Neil
Doris Anita Neil (ur. 5 kwietnia 1950 w Wellingborough) – brytyjska lekkoatletka, sprinterka, dwukrotna medalistka mistrzostw Europy z 1969.
Wystąpiła na igrzyskach olimpijskich w 1968 w Meksyku, gdzie odpadła w ćwierćfinale biegu na 100 metrów i zajęła 7. miejsce w finale sztafety 4 × 100 metrów.
Zdobyła brązowe medale w biegu na 100 metrów i w sztafecie 4 × 100 metrów na mistrzostwach Europy w 1969 w Atenach (sztafeta brytyjska biegła w składzie: Neil, Denise Ramsden, Sheila Cooper i Val Peat).
Jako reprezentantka Anglii wystąpiła na Igrzyskach Brytyjskiej Wspólnoty Narodów w 1970 w Edynburgu, gdzie zdobyła srebrny medal w sztafecie 4 × 100 metrów (która biegła w składzie: Neil, Madeleine Cobb, Margaret Critchley i Peat) i zajęła 6. miejsce w biegu na 100 metrów.
Zajęła 8. miejsce w biegu na 100 metrów na mistrzostwach Europy w 1971 w Helsinkach.
Na igrzyskach olimpijskich w 1972 w Monachium odpadła w ćwierćfinale biegu na 100 metrów, a w sztafecie 4 × 100 metrów zajęła 7. miejsce.
Była mistrzynią Wielkiej Brytanii w biegu na 100 metrów w 1970, wicemistrzynią na tym dystansie w 1968 i 1971 oraz brązową medalistką w 1969.
Wyrównała rekord Wielkiej Brytanii w biegu na 100 metrów czasem 11,3 s (3 maja 1971 w Ramat Gan). Kilkakrotnie poprawiała rekord brytyjski w sztafecie 4 × 100 metrów do wyniku 43,71 s (10 września 1972 w Monachium).